# Триренийдимолибден
Трирѐнийдимолибде́н — бинарное неорганическое соединение, интерметаллид
рения и молибдена
с формулой Mo2Re3,
кристаллы.

## Получение
- Сплавление стехиометрических количеств чистых веществ:

{\displaystyle {\mathsf {3Re+2Mo\ {\xrightarrow {1125^{o}C}}\ Mo_{2}Re_{3}}}}

## Физические свойства
Триренийдимолибден образует кристаллы тетрагональной сингонии, пространственная группа P 42/mnm, параметры ячейки a = 0,9581 нм, c = 0,4983 нм, Z = 6,
структура типа железохрома σ-CrFe
.
Соединение образуется по перитектической реакции при температуре 2645 °C,
метастабильно при температуре ниже 1125 °C
и имеет широкую область гомогенности 52÷72 ат.% рения.